# 백새치
백새치(영어: white marlin, 학명: Kajikia albida 카이키아 알비다[*])는 대서양 열대-아열대 해역의 표해수대에 서식하는 새치의 일종이다. 북위 45도에서 남위 45도 사이, 수심 100 미터 아래에서 주로 발견되지만, 수면 가까이 올라오기도 한다. 섭씨 22도 이하의 수온을 선호한다.